# 薩曼莎·喬
薩曼莎·喬（英語：Samantha Jo，1991年3月29日—），是一位加拿大女性武打演員和武術運動員。母親是柔道黑帶，因深受家庭影響，於4歲開始學習柔術，12歲轉而學習中國武術與太極拳。2007年參加北京舉行的世界武術錦標賽，憑南棍奪得季軍，2008年代表加拿大參加了北京奧運會武術比賽，在「女子南拳南刀全能」項目中排名第8。除了幕前的演出之外，也曾擔任武打替身人員，例如《殺客同萌》中擔任吉娜·瑪隆的替身、《暮光之城：破曉Ⅱ》中為克莉絲汀·史都華的替身、《300勇士：帝國崛起》為伊娃·格蓮的替身。

## 作品

### 電影
- 《超人：鋼鐵英雄》（2013年）飾 Car-Vex
- 《神力女超人》（2017年）飾 艾薇亞（亞瑪遜女戰士）
- 《Snow Steam Iron》（2017年）飾 林羽 (譯名)
- 《正義聯盟》（2017年）飾 艾薇亞（亞瑪遜女戰士）
- 《Circle of Stone》（2018年）飾 帕迪拉
- 《活屍大軍》（2020年）飾 錢柏斯

### 電視劇
- 《X探員》第一季（2015年）飾 楊珠珠 (譯名)
- 《戰士》（2015年）飾 艾蜜莉
- 《致命武器》第三季（2019年）飾 伊芙
- 《綠箭俠》第七季（2019年）飾 碧翠絲

### 網劇
- 《真人快打：遺產》（2011年）飾 琪塔娜

## 外部連結
- 薩曼莎·喬在互联网电影资料库（IMDb）上的資料（英文）